# Târgu Cărbunești
Târgu Cărbunești est une ville roumaine située dans le județ de Gorj.